# Инджи Ханым-эфенди
Инджи Ханым-эфенди (умерла 5 сентября 1890) — первая жена Саида-паши, вали Египта и Судана. В Европе была известна, как принцесса Саид.

## Биография

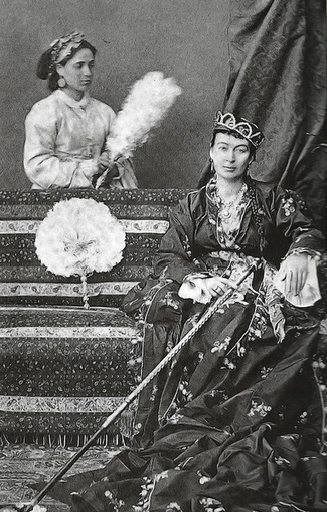
Фотография Инджи Ханым (XIX век)

В возрасте 6 лет была захвачена во время одного из налётов и продана принцессе Хатидже Назлы Ханым-эфенди (дочери Мухаммеда Али Египетского). Вскоре стала женой Мухаммеда Саида-паши (до его вступления на престол). Во время правления Саида-паши была очень популярна среди народа. Среди европейцев получила популярность за то, что постоянно принимала иностранные визиты, а также за свою красоту и манеры.
В 1863 после смерти Саида-паши не выходила больше замуж и заняла центральное место в внешней политике государства.
Умерла 5 сентября 1890 в Александрии. Похоронена в Каире, а затем перезахоронена в Александрии.